# واسیله کونتا
واسیله گریگوریی کونتا (گونتا) (ارمنی: Վասիլե Գրիգորեիի Կոնտա (Գոնտա)؛ رومانیایی: Vasile Conta؛ ۱۵ نوامبر ۱۸۴۵ – ۲۱ آوریل ۱۸۸۲) فیلسوف، سیاستمدار و شاعر ارمنی‌تبار اهل رومانی که از ۲۰ اکتبر ۱۸۸۰ تا ۱۰ آوریل ۱۸۸۱ وزیر آموزش و پرورش رومانی بود

## زندگی‌نامه
وی در ۱۵ نوامبر ۱۸۴۵ در روستای Ghindăoani، انجمن Bălțătești در شهرستان نامس به دنیا آمد و از Universitatea „Alexandru Ioan Cuza” din Iași فارغ‌التحصیل گشت.  وی در ۲۱ آوریل ۱۸۸۲ در سن ۳۶ سالگی در اثر بیماری سل در بخارست درگذشت و در گورستان اترنیتاتا به خاک سپرده شد.

## نگارخانه

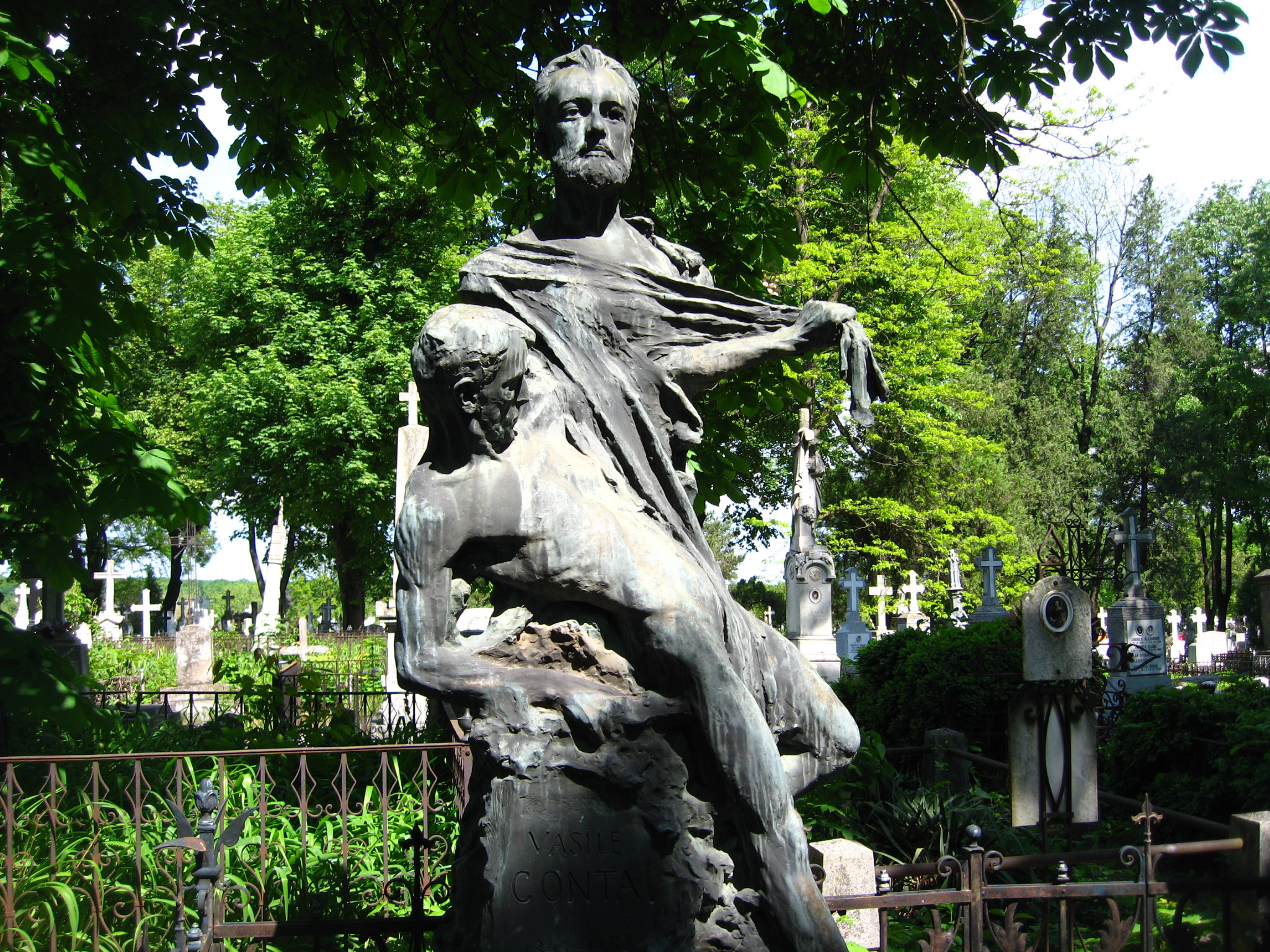
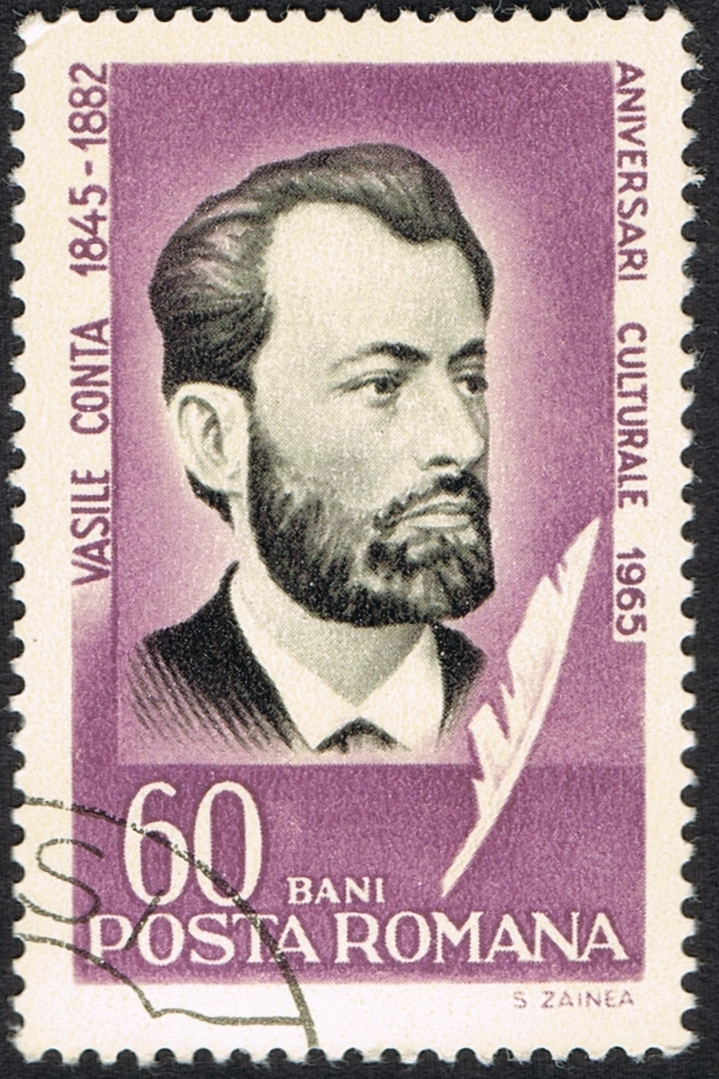